# Eurrilletta
Eurrilletta is een monotypisch geslacht van kevers uit de familie van de klopkevers (Anobiidae).

## Soort
- Eurrilletta xyletinoides Fall, 1905